# Halicz (miasto)

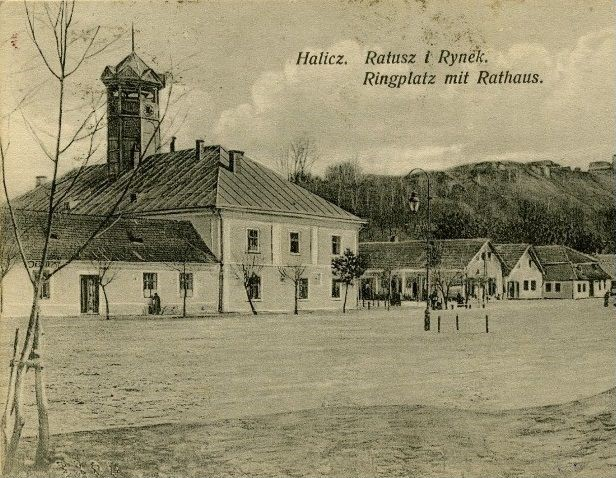
Ratusz w Haliczu

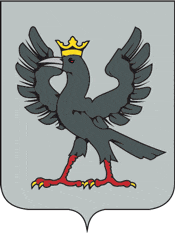
herb miasta Halicz XIV wiek

Halicz (ukr. Галич, Hałycz, łac. Halicia) – miasto na Ukrainie, w obwodzie iwanofrankiwskim, w rejonie iwanofrankiwskim. W latach 1945–2020 siedziba rejonu halickiego.
Liczy 6193 mieszkańców (2020), dla porównania spis powszechny w 2001 zanotował ich 6406. Przemysł spożywczy, drzewny i materiałów budowlanych. Przez miasto przebiega ukraińska droga krajowa N09. Znajduje tu się stacja kolejowa Halicz, położona na linii Lwów – Czerniowce.
Miasto królewskie położone było w XVI wieku w województwie ruskim.

## Historia

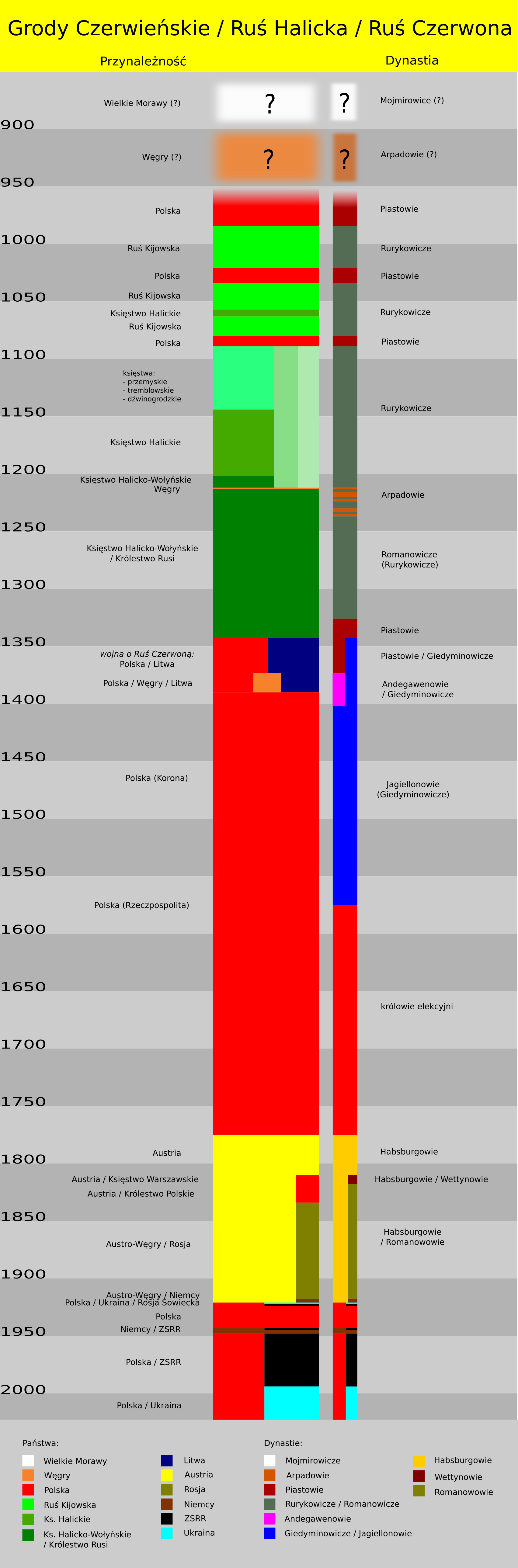
Historia przynależności Grodów Czerwieńskich i Rusi Czerwonej

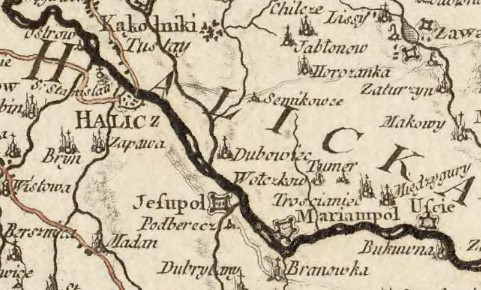
Halicz 1772

W X i XI wieku na obszarze Grodów Czerwieńskich. Od 1144 główny gród księstwa halickiego. Od 1199 stolica Rusi Halicko-Wołyńskiej, jedno z największych miast Rusi Kijowskiej. Po śmierci księcia halickiego Romana w bitwie pod Zawichostem (1205), od roku 1206 królestwo halicko-włodzimierskie pod berłem króla Węgier Andrzeja II, później Daniela I Halickiego i dynastii Romanowiczów. W 1241 zniszczone przez mongolskie oddziały Batu-chana. 
Po śmierci ostatniego księcia halicko-włodzimierskiego Jerzego II Trojdenowicza w 1349 objęty we władanie przez Kazimierza Wielkiego. 
W 1367 w Haliczu utworzono arcybiskupstwo rzymskokatolickie przeniesione następnie przez błogosławionego Jakuba Strzemię do Lwowa, zaś w 1370 prawosławne.
Po śmierci Kazimierza Wielkiego w latach 1370–1387 w Królestwie Węgier, w 1387 przyłączone przez Jadwigę Andegaweńską do Królestwa Polskiego. Miasto zachowało obowiązek udzielania stacji. 
W okresie Rzeczypospolitej – ziemia halicka, województwo ruskie. 
Po I rozbiorze Polski w 1772 r. w zaborze austriackim, ostatecznie powiat halicki kraju koronnego Galicji w składzie Austro-Węgier, do ich upadku. Od 1 listopada 1918 do maja 1919 pod administracją Zachodnioukraińskiej Republiki Ludowej. 
Od 1918 w II Rzeczypospolitej – gmina Halicz, powiat stanisławowski, województwo stanisławowskie.
Od średniowiecznej łacińskiej nazwy Halicza – Galicia, pochodzi nazwa – Galicja.

### Kalendarium
Węgry
- IX wiek Węgry
  - przed 895 rokiem – według Gesta Hungarorum Almos (ojciec Arpada) zdobywa (bezkrwawo) Halicz, gdzie przebywa jakiś czas, zabierając na zakładników synów halickiej arystokracji; kronika nie podaje dokładnej daty, ale musiało to być przed śmiercią Almosa w 895 r.
  - rok 898 pierwsza wzmianka o grodzie autorstwa nieznanego z imienia kronikarza, z zapisu wynika, że w Haliczu przebywali Węgrzy

Ruś Kijowska
- od roku 981 w składzie Rusi Kijowskiej
  - rok 1054 początek rozbicia dzielnicowego na Rusi

Ruś Halicko-Włodzimierska
- od 1054 do 1340 Ruś Halicko-Włodzimierska (księstwo halicko-wołyńskie):
  - 1097 na skutek ugody w Lubeczu gród dostaje się pod rządy Rościsławowiczów
  - lata 1099, 1206 (1149–1152), (1214–1220), 1227–1229 okres wpływów węgierskich
  - 1187 pod panowaniem Jarosława Ośmiomysła (1153–1187)
  - 1206 król Węgier Andrzej II zostaje obrany królem Halicza i Włodzimierza, po łacinie „Rex Galiciae et Lodomeriae” – okres panowania jeden rok
  - 1208 – Igorewicze siewierscy (Rościsław, Roman, Światosław) mordują w Haliczu 500 najważniejszych bojarów wołyńskich
  - W roku 1210 król Andrzej II postanowił zastąpić panującego w Haliczu Włodzimierza swoim podopiecznym starszym synem Romana – Danielem
  - rok 1238 na tronie w Haliczu zasiadł Daniel Halicki, popierany przez księcia krakowskiego Bolesława Wstydliwego. W tym roku książę polski ufundował klasztor franciszkanów[8]. Z kolei św. Jacek Odrowąż założył. klasztor dominikanów[9].
  - od 1239 pod panowaniem księcia halickiego Kolomana, brata króla Węgier Beli IV
  - okres od 1239–1339 pod zwierzchnictwo lenne chanatu tatarskiego
  - od roku 1323 pod panowaniem księcia Jerzego II

Rządy Kazimierza Wielkiego i Ludwika Andegaweńskiego (1340–1387)
- od 1349 Halicz formalnie zostaje przyłączony prawem dziedzicznym po Jerzym II Trojdenowiczu do królestwa Kazimierza Wielkiego,
- lata 1378–1387 (Ludwik Węgierski) podporządkowanie władzy starostów węgierskich, książę Władysław Opolczyk namiestnikiem Rusi z ramienia króla Ludwika (króla Polski i Węgier)
- 1350 – erygowanie parafii rzymskokatolickiej
- 1367 lokacja na prawie magdeburskim
- 1367 w Haliczu utworzono arcybiskupstwo rzymskokatolickie
- 1370 powstaje arcybiskupstwo prawosławne
- W roku 1375 dzięki interwencji biskupa przemyskiego Eryka z Winsen w Awinionie papież Grzegorz XI utworzył metropolię w Haliczu podporządkowując jej diecezje w Przemyślu, Włodzimierzu i Chełmie. Na początku XV wieku metropolię przeniesiono do Lwowa.

Królestwo Polskie i Rzeczpospolita Obojga Narodów (1387–1772)
- 1387 – Jadwiga Andegaweńska, król Polski ogłasza akt przyłączenia Rusi Halicko-Włodzimierskiej do Korony[10] i usuwa węgierskich starostów
- W roku 1391 Jakub Strzemię otrzymuje papieską nominację na arcybiskupa z siedzibą w Haliczu, po jego śmierci w roku 1409 arcybiskupstwo zostaje przeniesione do Lwowa
- 1436 – pierwsza znana data pojawienia się Żydów w Haliczu[11]
- 1564 sejm wydaje konstytucję na podstawie której powstaje odrębny sejmik dla ziemi halickiej, województwa ruskiego (powiat halicki, trembowelski, kołomyjski)
- król Stefan Batory osadza w mieście Karaimów 1621 Tatarzy niszczą miasto
- 1624, 20 czerwca hetman Stanisław Koniecpolski zwycięża Tatarów w pobliżu miasta w bitwie pod Martynowem
- 1649 podczas powstania Chmielnickiego wojska kozackie zdobywają i niszczą miasto
- 1676 podczas wojny polsko-tureckiej wojska turecko-tatarskie ponownie niszczą Halicz
- 1765 starostą halickim był Franciszek Ksawery Branicki, w mieście znajdowało się 110 domów oraz trzy kościoły
- 1772 podczas rozbiorów Polski austriackie wojska Marii Teresy zajmują miasto

W zaborze austriackim (1772–1918)

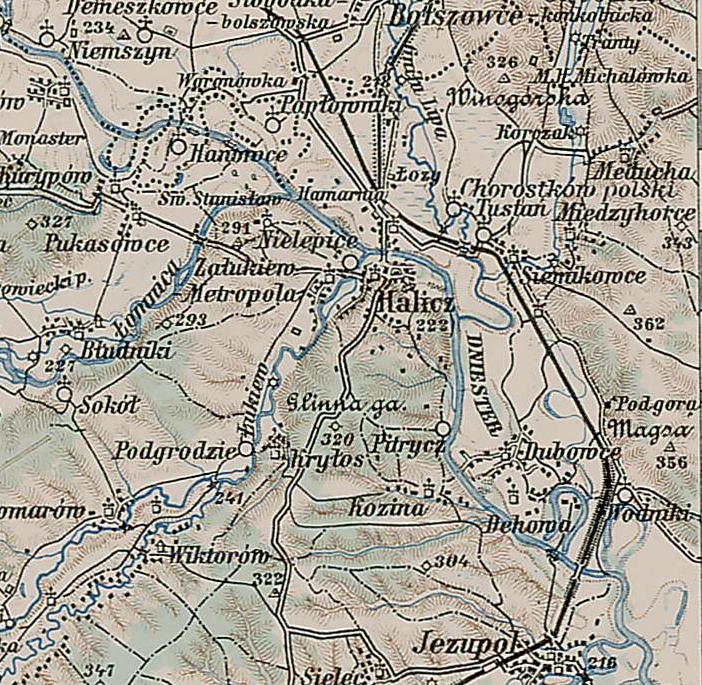
Halicz i okolice 1889

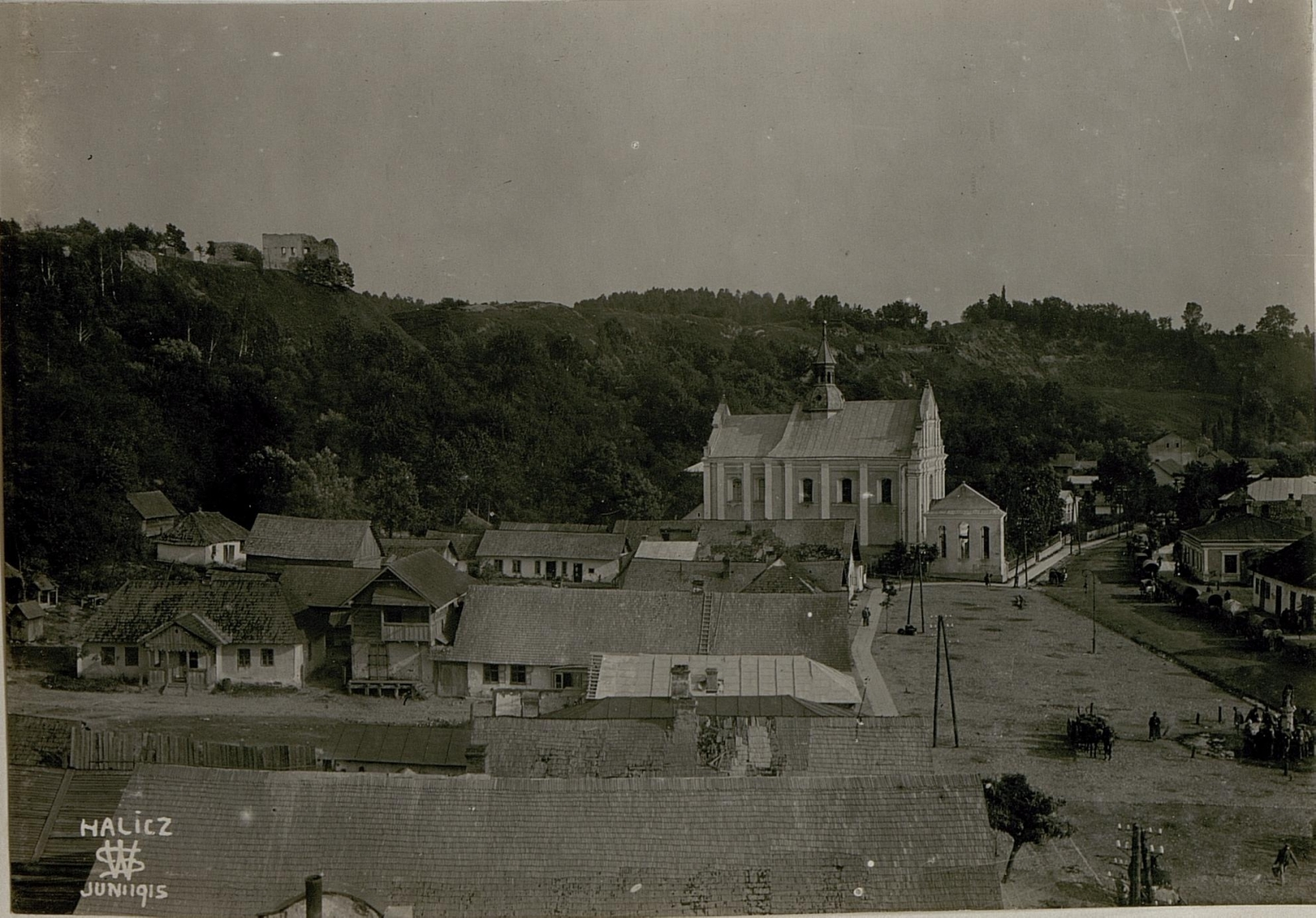
Halicz 1915

- Po pierwszym rozbiorze Polski (1772) wcielone do monarchii Habsburgów, pozostawało w jej składzie na terytorium kraju koronnego Galicji do upadku Austro-Węgier (1918)

Zachodnioukraińska Republika Ludowa
- Od 1 listopada 1918 do maja 1919 pod administracją ZURL, od maja 1919 do 14 marca 1923 pod administracją tymczasową Polski, zatwierdzoną przez paryską konferencję pokojową 25 czerwca 1919. Suwerenność Polski na terytorium Galicji Wschodniej Rada Ambasadorów uznała 15 marca 1923[12]. W okolicach miasta wiosną-latem 1919 walki wojny polsko-ukraińskiej.
- 16 września 1920 – w czasie wojny polsko-bolszewickiej na północny wschód od miasta miała miejsce Bitwa pod Dytiatynemmost przez Dniestr 1915

II Rzeczpospolita

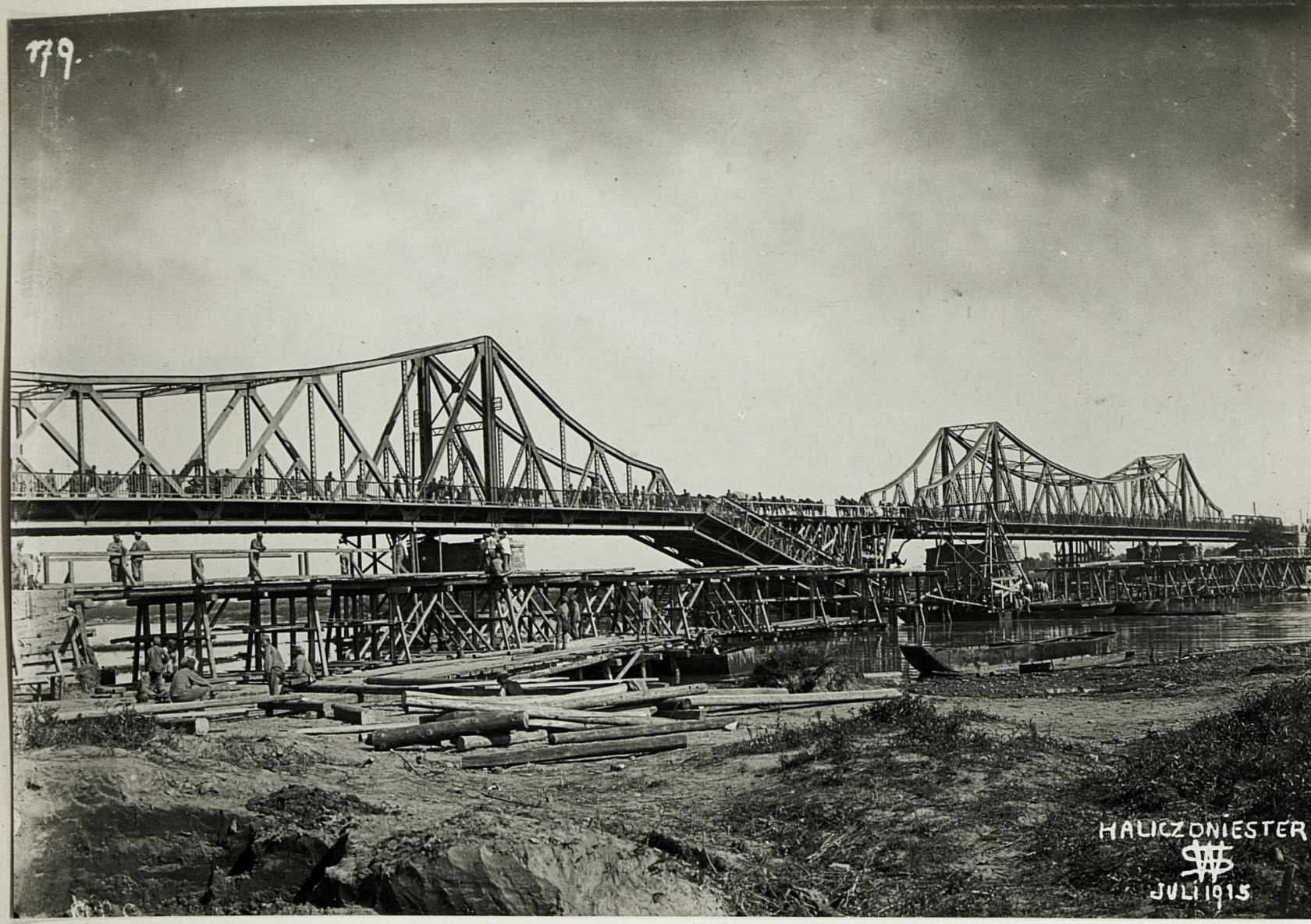
most przez Dniestr 1915

- Od 15 marca 1923 do 16 sierpnia 1945 w granicach Polski, powiat i województwo stanisławowskie.
- Po agresji ZSRR na Polskę 17 września 1939 okupowany przez Armię Czerwoną (do czerwca 1941) i anektowany przez ZSRR. Po ataku III Rzeszy na ZSRR od 2 lipca 1941 do 24 lipca 1944 pod okupacją III Rzeszy (od 1 sierpnia 1941 Dystrykt Galicja Generalnego Gubernatorstwa). Od lipca 1944 do 16 sierpnia 1945 ponownie pod okupacją sowiecką[13].
- W 1942 roku Niemcy dokonali zagłady miejscowych Żydów. Około 230 osób zabito na miejscu (m.in. topiąc w Dniestrze), pozostałych deportowano do Stanisławowa. W sumie zgładzono ponad 1 tys. Żydów z Halicza[14].

- W latach 1943–1944 ukraińscy nacjonaliści zabili w różnych okolicznościach 23 polskich mieszkańców miasta[15]. Według informacji BIP KG AK 15 sierpnia 1943 roku Niemcy zabili w Międzyhorcach 22 chłopów ukraińskich („7 chłopów zabili, 15 spalili w zagrodach”), którzy przygotowywali napad na Polaków w Haliczu[16].

ZSRR
- 16 sierpnia 1945–1991 miasto rejonowe w obwodzie iwanofrankiwskim USRR w składzie ZSRR
- Jesień 1945 – przymusowe wysiedlenie Polaków z Halicza

Ukraina
- Od 1991 miasto rejonowe w obwodzie iwanofrankiwskim na niepodległej Ukrainie
- od 2020 gmina (hromada) w obwodzie iwanofrankiwskim.

## Demografia
- 1870 rok: ok. 3 tys. mieszkańców, w tym 839 Żydów[17],
- 1900 rok: ok. 4,9 tys. mieszkańców, w tym 1454 Żydów i 114 Karaimów[17],
- 1921 rok: 3442 mieszkańców, w tym 1889 Ukraińców, 916 Polaków, 582 Żydów i 55 osób innej narodowości[15],
- 1931 rok: 4386 mieszkańców[15],
- 1939 rok: ok. 4,6 tys. mieszkańców, w tym 1060 Żydów[14],
- 2011 rok: 6307 mieszkańców[18].

## Zabytki
- Cerkiew św. Pantalejmona z około 1219 roku we wsi Szewczenkowe (3 km na pn.-zach. od miasta) na terenie dawnego, zanikłego grodu halickiego[19][20]. Jedyny zachowany zabytek architektury romańskiej na terenie zachodniej Ukrainy, zbudowany przypuszczalnie podczas panowania węgierskiego[21]. W 1611 roku opuszczona cerkiew została przemieniona w kościół św. Stanisława i przebudowana w stylu barokowym, w wyniku czego w dużej mierze utraciła swój charakter. W okresie panowania polskiego miejsce to nazywało się Święty Stanisław, a obok kościoła znajdował się klasztor franciszkanów.
- Zamek Halicki króla Kazimierza Wielkiego z XIV wieku, przebudowany przez Franciszka Corazziniego z Awinionu w XVII w., od zdobycia go przez Turków w roku 1676 w ruinie, część murów rozebrano na rozkaz Austriaków w roku 1796
- kaplica katolicka pw. św. Katarzyny na zamku (w ruinie)
- kościół katolicki pw. Wniebowzięcia NMP, którego budowę w południowym narożniku rynku rozpoczęto w roku 1710, a ukończono około roku 1780 w stylu późnobarokowym. W 1937 roku rozpoczęto prace remontowe. Po 1946 roku kościół zamknięto i umieszczono w nim magazyny i sklepy, a od około 1965 roku mieści się w nim kino. Obecnie od frontu kościół jest przysłonięty powojennym budynkiem. Bogate dawniej wyposażenie zostało zniszczone. W 1997 r. kościół został odzyskany przez katolików[22]. Obecnym proboszczem (od 2006 r.) jest ks. Jacek Waligóra[23]. W 2019 r. arcybiskup lwowski Mieczysław Mokrzycki ustanowił tu sanktuarium bł. Jakuba Strzemię[24].
- Cerkiew Bożego Narodzenia z 1825 r., znacznie później przebudowana
- cmentarz karaimski z XVII wieku
- most żelazny z 1910 roku (konstrukcja fabryki Zieleniewskiego w Krakowie)
- ratusz miejski, wcześnie był to klasztor OO. Franciszkanów zamieniony przez władze austriackie pod koniec XVIII w. na magistrat
- zabudowa przyrynkowa

Zabytki dawnego książęcego grodu Halicz położone na terenie dzisiejszej wsi Kryłos w odległości 6 km na pd od miasta:
- wały grodu książęcego Halicz z IX-XIII wieku
- fundamenty katedry Uspieńskiej z XII wieku – świątynia ta była najważniejszą budowlą sakralną na terenie Rusi Czerwonej. Wokół niej znajdowała się książęca część kompleksu grodowego. Sobór miał wymiary 32,4 × 37,5 m[25].
- fundamenty 14 cerkwi z XII-XIII wieku[potrzebny przypis]
- cerkiew Uspieńska(inne języki) z ok. 1584 r. z fundacji szlachcica Marka Szumlańskiego(inne języki)
- kaplica św. Bazylego z XVI wieku
- pałac metropolitów unickich XVII-XVIII wieku (ob. muzeum)
- kurhan Hałczyna Mogiła
- skansen budownictwa drewnianego rejonu Przykarpacia
- fundamenty cerkwi kamiennej z podhalickiego uroczyska Cwyntaryśka
- fundamenty cerkwi pod wezwaniem św. Cyryla Aleksandryjskiego (lub śś. Cyryla i Metodego) odsłonięte na uroczysku Kyryliwka w pobliżu wsi Szewczenkowie
- fundamenty romańskiego kościoła katolickiego Zwiastowania NMP wzniesionego w latach 1215–1219 na uroczysku Cerkwyśka, czyli w okresie, gdy Halicz znajdował się we władaniu wojsk polsko-węgierskich

## Ludzie związani z Haliczem
- Daniel Halicki – król Rusi, książę Rusi Halickiej w latach 1253–1264,
- Zygmunt Abrahamowicz (1923–1990) – orientalista i turkolog, archiwista
- Jerzy II (Bolesław Trojdenowicz) – do 1340 książę mazowiecki oraz książę halicko-wołyński
- Józef Boruwłaski – wędrowny pamiętnikarz, fenomen-karzeł
- Feliks Kosiński herbu Rawicz – wójt halicki[26].
- Bolesław Nieczuja-Ostrowski – polski dowódca wojskowy, generał brygady Wojska Polskiego
- Zachariasz Nowachowicz – przewodniczący gminy karaimskiej w dwudziestoleciu międzywojennym
- Piotr II – prawosławny metropolita kijowski i całej Rusi, początkowo metropolita halicki,
- Marceli (Popiel) – biskup Rosyjskiego Kościoła Prawosławnego pochodzenia ukraińskiego
- Hieronim Wierzchowski – radca sądowy, naczelnik sądu powiatowego w Haliczu[27], poseł do Rady Państwa w Wiedniu[28] z kurii powszechnej okręgu Nr 13 Stanisławów, Tłumacz, Buczacz, Rohatyn, Podhajce[29] z jesieni 1905[30].
- Mykoła i Anna Zelinscy – ukraińscy Sprawiedliwi wśród Narodów Świata[31][32][33]

## Galeria

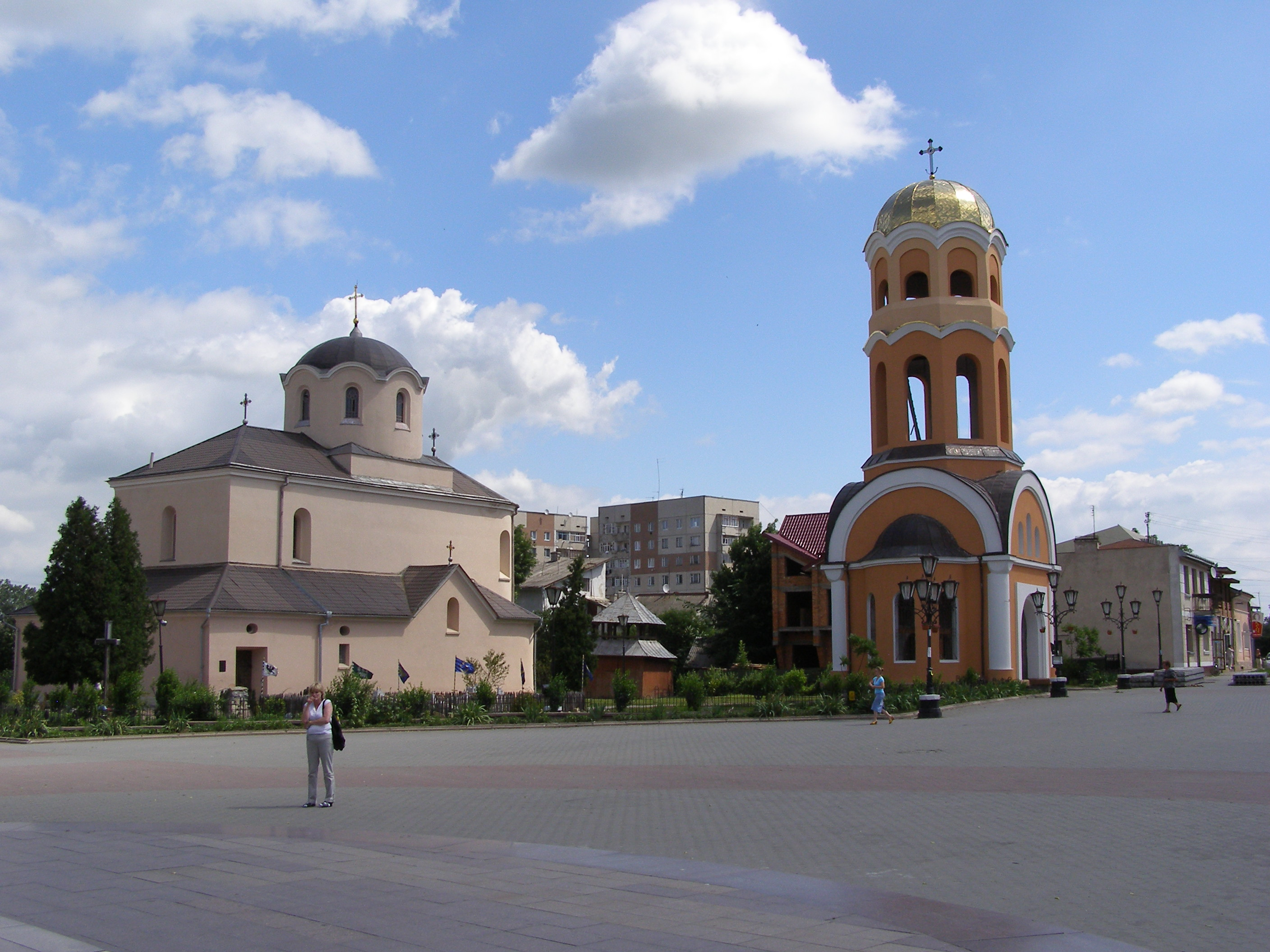
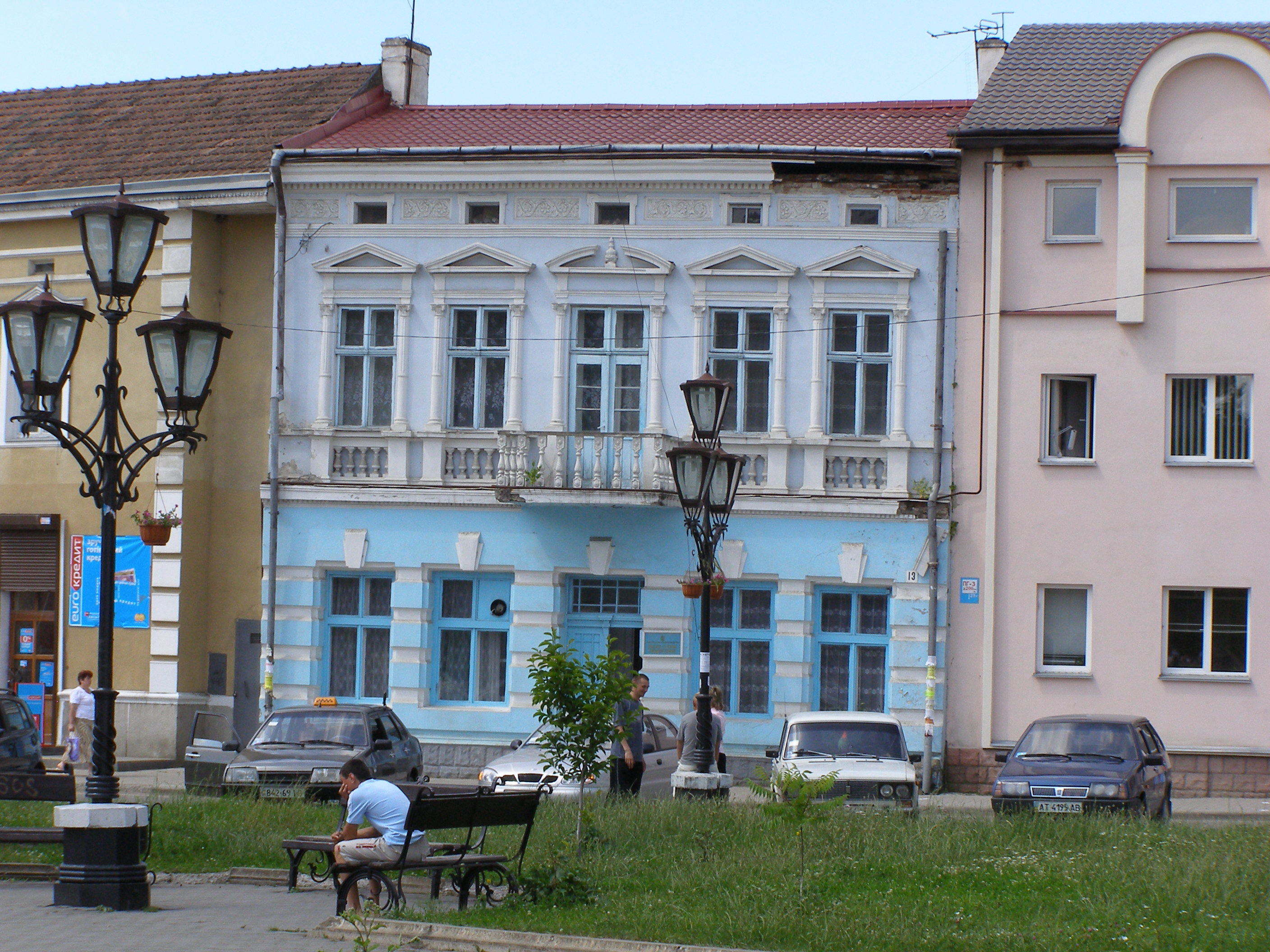
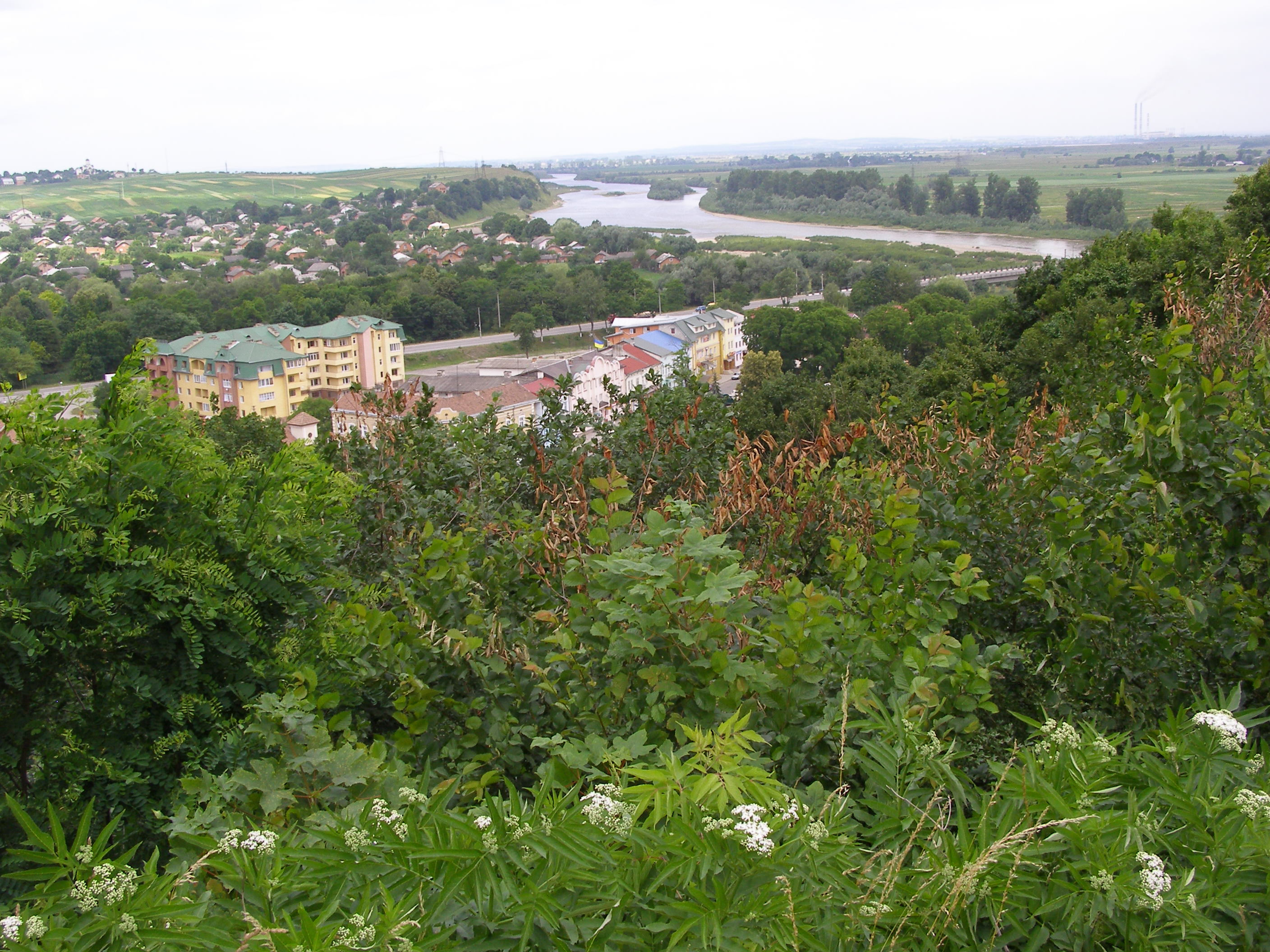
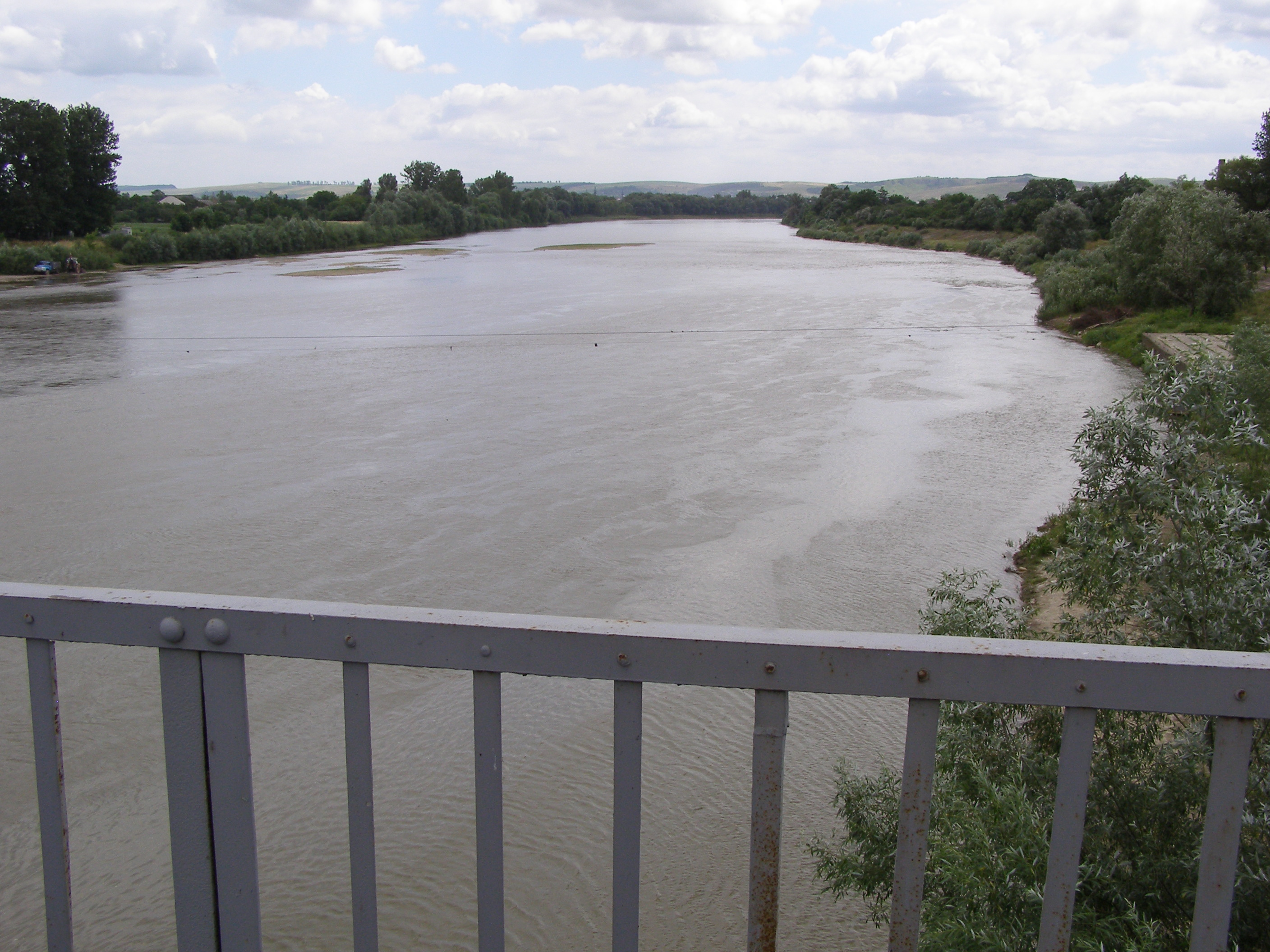
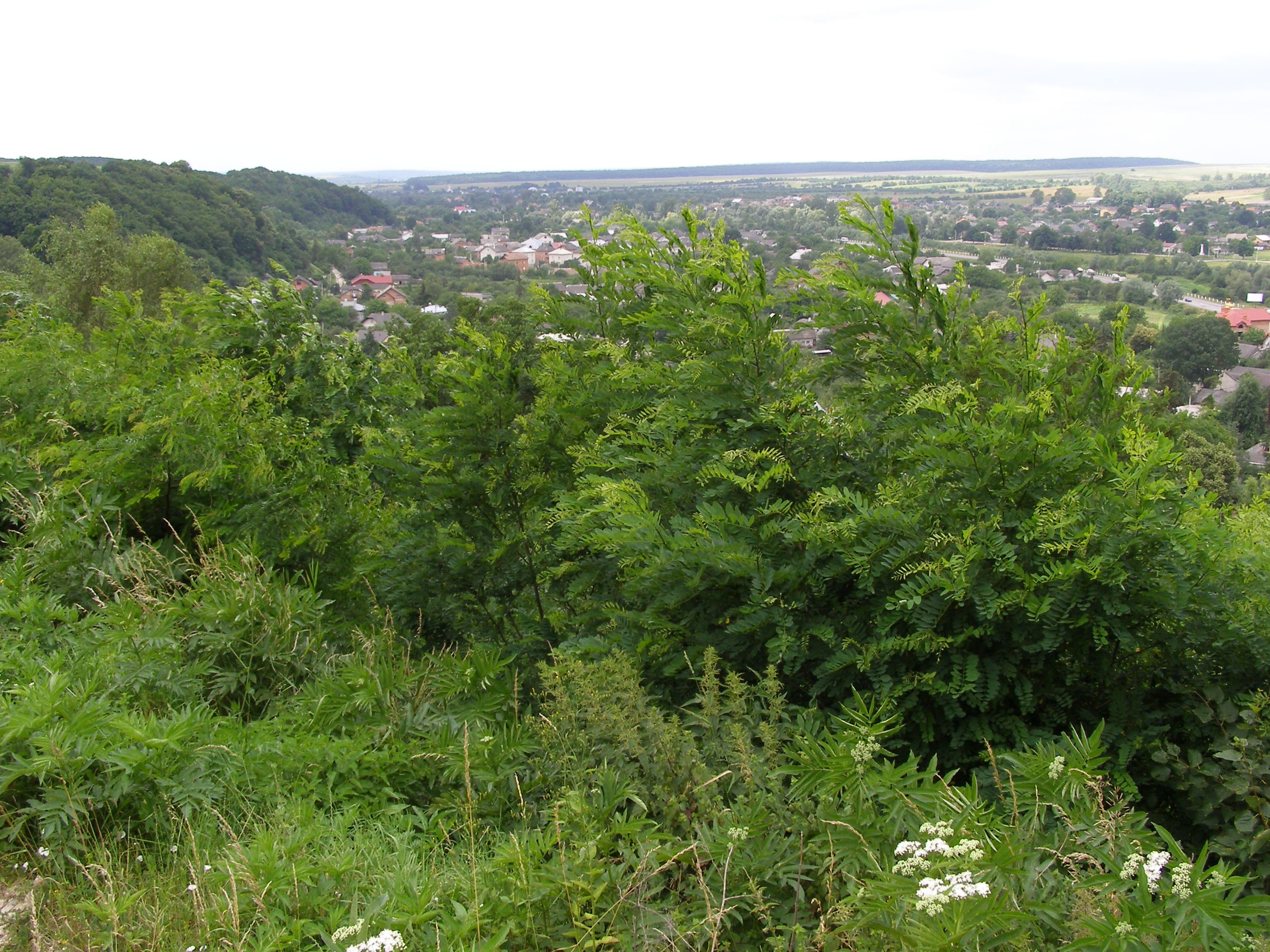
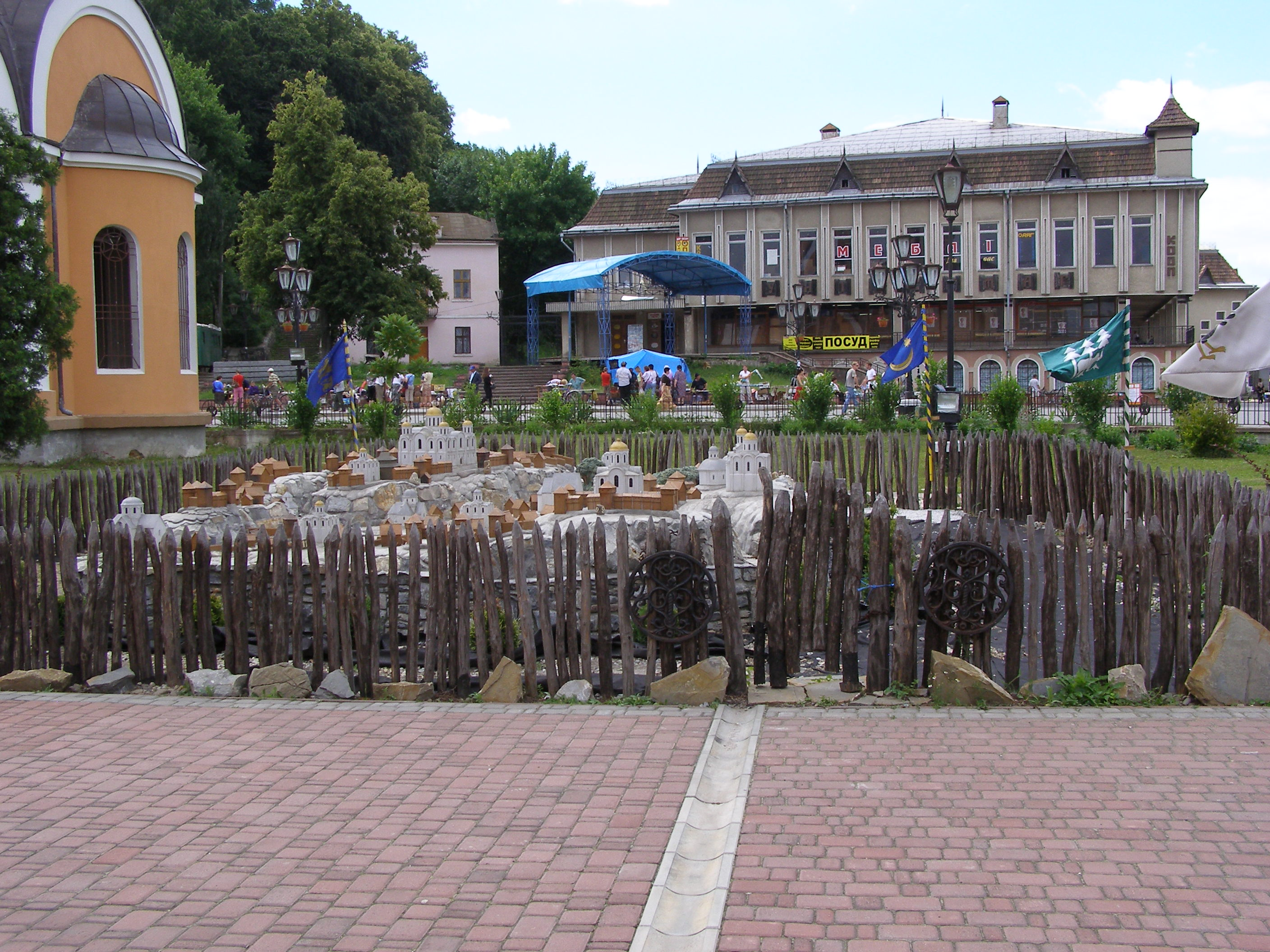